# Léopoldine Hugo

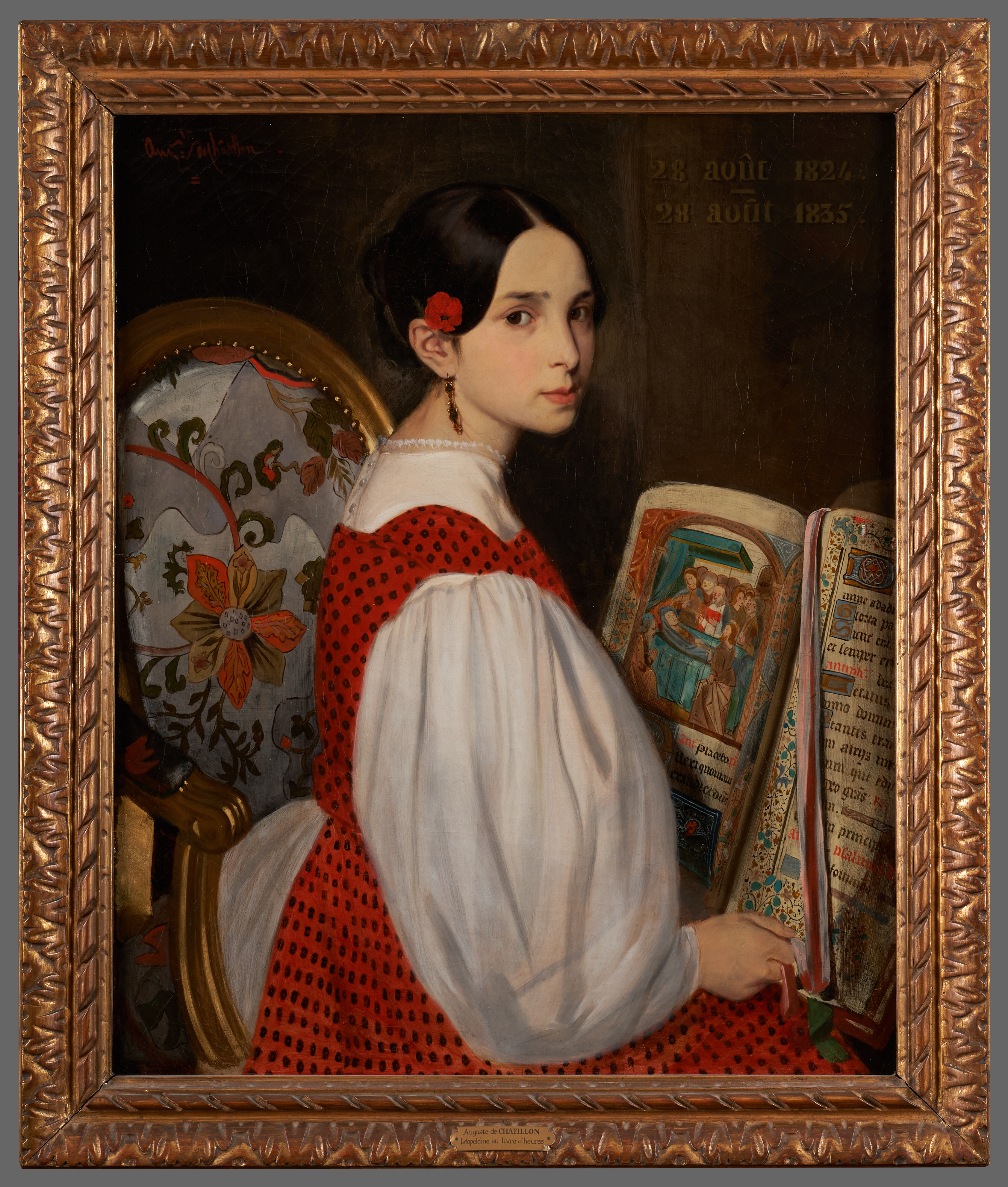
Auguste de Châtillon (1813–1881). Léopoldine Hugo mit einem Stundenbuch, 1835. Maison de Victor Hugo – Hauteville House

Léopoldine Cécile Marie-Pierre Catherine Hugo (* 28. August 1824 in Paris; † 4. September 1843 in Villequier) war die älteste Tochter des Romanciers, Dichters und Dramatikers Victor Hugo und der Adèle Foucher.

## Leben

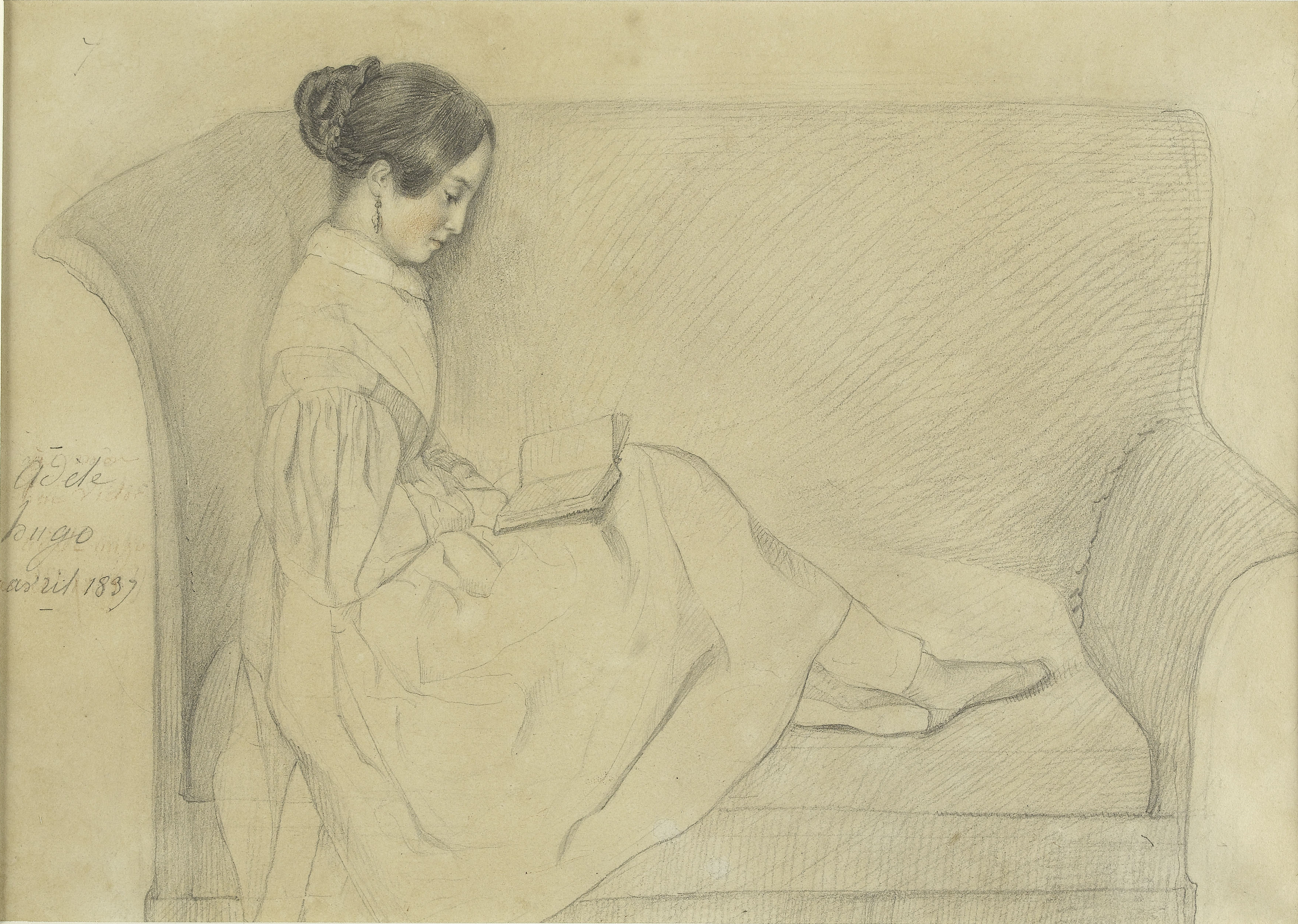
Adèle Foucher. Léopoldine lesend, 1837. Maison de Victor Hugo, Paris

Léopoldine wurde in Paris als zweites von fünf Kindern und älteste Tochter von Victor Hugo und Adèle Foucher geboren. Sie wurde nach ihrem Großvater väterlicherseits, Joseph Léopold Sigisbert Hugo, sowie nach ihrem Bruder Léopold benannt, der nur wenige Monate gelebt hatte. Ihr Vater nannte sie Didine oder Didi. Léopoldine wuchs als gläubige Katholikin auf. Ihre Erstkommunion im September 1836 war ein großes Ereignis. Théophile Gautier, Alexandre Dumas und Mitglieder der Familie Hugo nahmen an der Messe teil. Auguste de Châtillon hatte in der Vorbereitungszeit an ihrem elften Geburtstag ein Porträt von ihr gemalt.

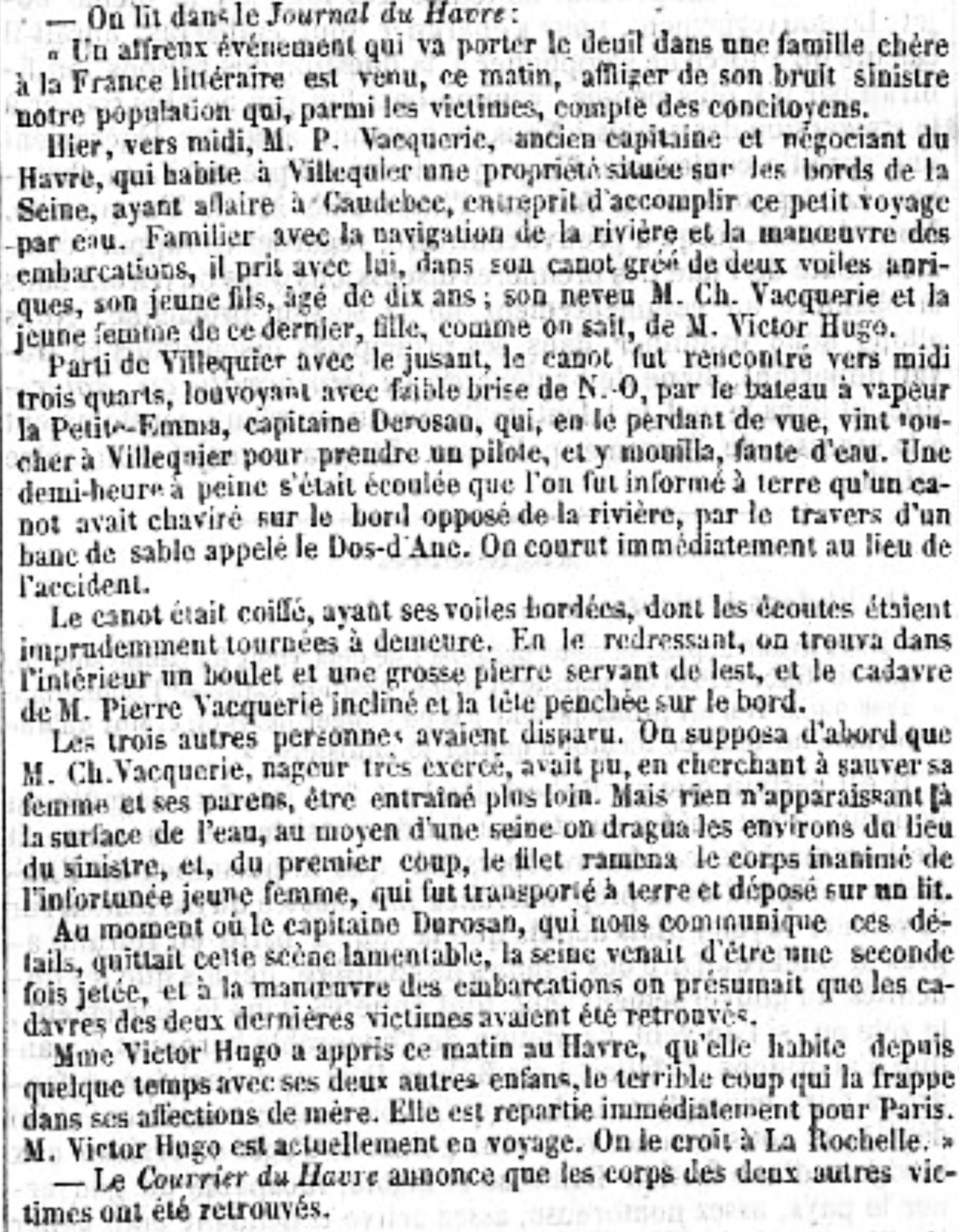
Bericht über den Tod von Léopoldine Hugo und Charles Vacquerie in der Seine. in: Le Siècle, 7. September 1843, Nr. 2796 (in Französisch)

Léopoldine hatte viele Bewunderer, darunter ihren späteren Ehemann Charles Vacquerie, der Sohn eines wohlhabenden Reeders, den sie als 14-Jährige während eines Urlaubs mit ihrer Familie in Villequier kennenlernte. Dort verliebten sich die 14-jährige Léopoldine und der 21-jährige Charles ineinander, aber Victor Hugo, der sehr an seiner Tochter hing, hielt sie für zu jung für eine Heirat.
Nach fünfjährigem Warten heiratete Charles Vacquerie Léopoldine Hugo am 15. Februar 1843 in der Kirche Saint-Paul in Paris. Doch nur wenige Monate später ertranken beide auf tragische Weise, als ihr Boot am 4. September 1843 in Villequier auf der Seine kenterte. Die neunzehnjährige schwangere Frau starb, als ihre schweren Röcke sie in die Tiefe zogen, während ihr Mann bei dem Versuch, sie zu retten, ums Leben kam.

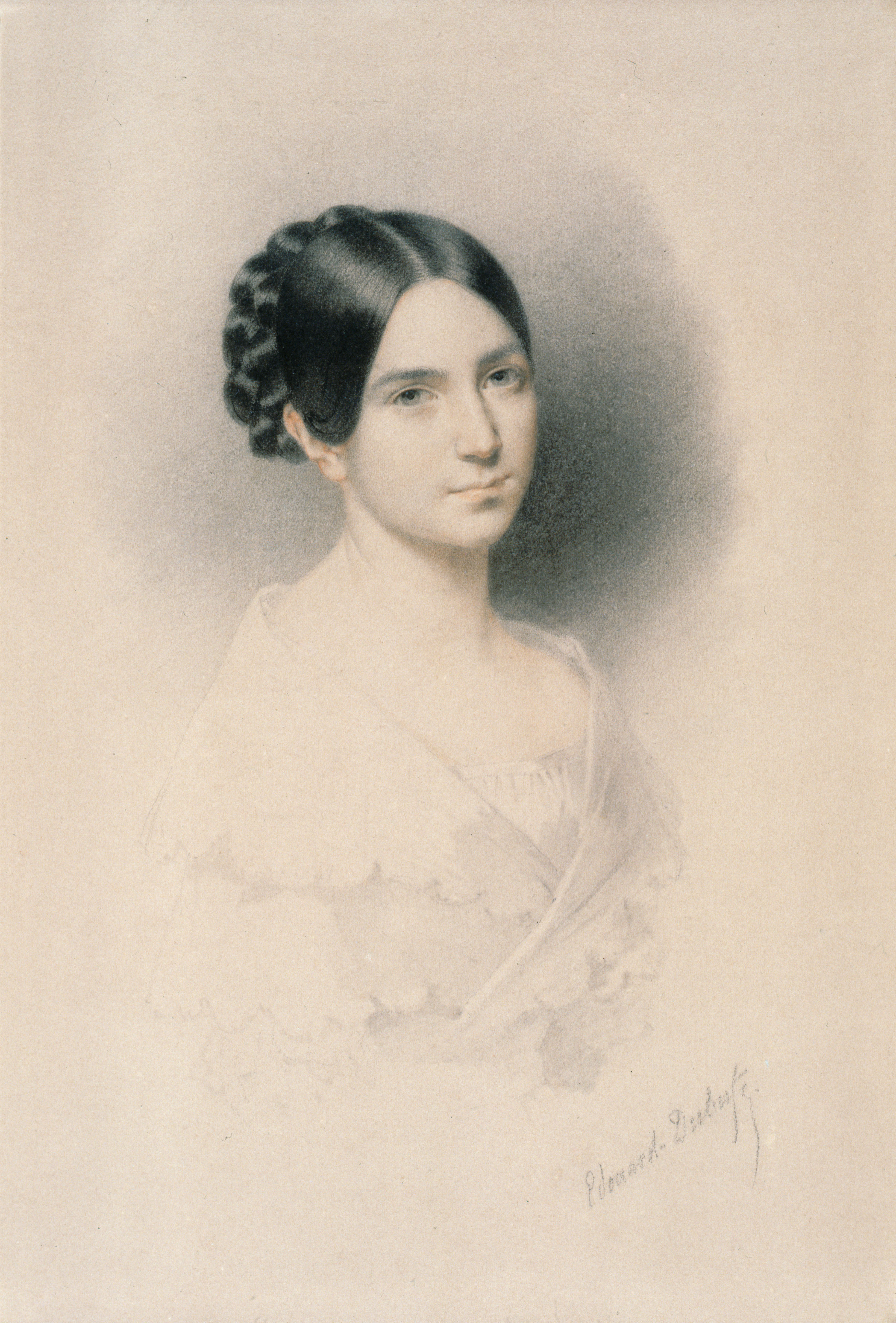
Léopoldine Hugo, Anfang 1843, gezeichnet von Edouard-Louis Dubufe.

Der frühe und tragische Tod seiner Tochter, seines ungeborenen Enkelkindes und seines Schwiegersohns hatte großen Einfluss auf das Werk und die Persönlichkeit Victor Hugos. Dies spiegelt sich in mehreren seiner Werke wider, insbesondere in À celle qui est restée en France (An die, die in Frankreich geblieben ist), das Victor Hugo im Exil schrieb. Der Autor publizierte aufgrund des Unfalltodes seiner Tochter Léopoldine zunächst von 1843 an nichts mehr. Erst ab 1852, nach dem Staatsstreich von Louis-Napoléon Bonaparte, griff er wieder zur Feder und veröffentlichte Napoléon le Petit (1852) und Les Châtiments.
Léopoldine, ihr Ehemann Charles, ihre Mutter Adèle und eine Schwester sind auf dem Friedhof in Villequier begraben. Léopoldine Hugo liegt im selben Sarg wie Charles Vacquerie.

## Musée Victor-Hugo in Villequier

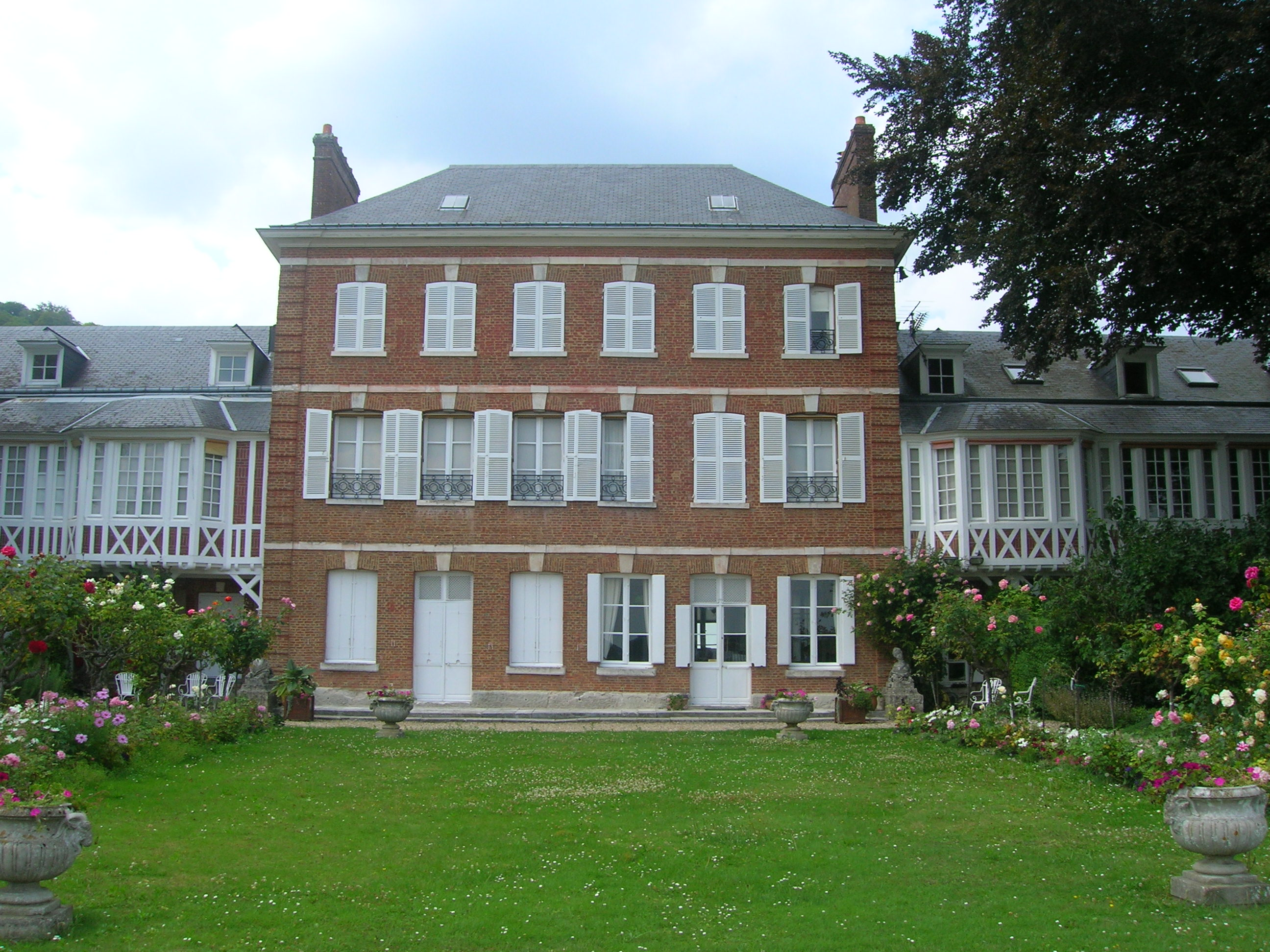
Musée Victor Hugo in Villequier

Das Museum befindet sich im Haus der Familie Vacquerie aus der ersten Hälfte des 19. Jahrhunderts in Villequier. 1951 kaufte der Generalrat des Departements Seine-Maritime das Haus und den Garten von den Nachkommen der Familie Vacquerie, während die Nebengebäude, die im Zweiten Weltkrieg zerstört worden waren, in den Besitz der Gemeinde Villequier übergingen. Seit 1959 ist das Haus ein Museum. Dank der Schenkungen der Erben der Familie kann das Museum das Leben der Mitglieder der Familien Hugo und Vacquerie nachzeichnen.